# 彎背河馬長頜魚
彎背河馬長頜魚，為輻鰭魚綱骨舌魚目象鼻魚科的其中一種。分布於非洲剛果的Bima河流域，棲息於水底，具有發電器官，用來偵測獵物，體長可達11.4公分。